# Wistow (Australië)
Wistow is een plaats in de Australische deelstaat Zuid-Australië en telt few inwoners (2006).